# Влатко Мачек
Владимир „Влатко“ Мачек (Купинец, 20. јуна 1879 – Вашингтон, 15. мај 1964) је био хрватски и југословенски политичар.
Мачек је предводио Хрватску сељачку странку након смрти Стјепана Радића и током Другог светског рата. Био је један од хрватских политичких вођа у Краљевини Југославији.
Као потпредседник у влади Драгише Цветковића био је поборник приближавања Југославије силама Осовине, а
затим и један од најодлучнијих заговорника приступања Тројном пакту. Када је 10. априла 1941. године проглашена НДХ, дао је изјаву преко радија о подршци усташком режиму. Током рата се држао увелико пасивно, пошто је био држан у кућном притвору у родном месту, а једно време усташки режим га је затворио у логору Јасеновац. Емигрирао је при крају рата. Преминуо је 1964. у Вашингтону.

## Биографија
Мачек је рођен у селу Купинецу близу Јастребарског, југозападно од Загреба. Отац Иван му је био Словенац пореклом из Штајерске, а мајка Ида дете из хрватско-пољског брака
Године 1903. докторирао је права у Загребу. До 1905. био је у судској служби у Загребу, Петрињи, Самобору и Иванцу, а потом је постао адвокатски приправник.
Године 1908. отворио је адвокатску канцеларију у Светом Ивану Зелини.
Члан Хрватске пучке сељачке странке (ХПСС) је био од њеног оснивања, а од 1906. члан главног страначког одбора.
Као водник је учествовао у Првом светском рату на страни Аустроугарске.

### Након Првог светског рата
Након рата преселио се у Загреб, где је био блиски сарадник Стјепана Радића. За време издржавања затворске казне (1919—20) био је изабран за потпредседника ХПСС-а, а након изласка из затвора 1920. за посланика у Народној скупштини као кандидат ХПСС-а у Бјеловарској жупанији. После Радићевог пута у Совјетски Савез 1925. и приступања ХРСС Сељачкој интернационали, Мачека је ухапсила краљевска жандармерија. Током боравка у затвору изабран је за посланика у Народној скупштини. Улазак ХРСС владу са радикалима неколико месеци касније омогућио је његово пуштање на слободу.

### Председник Хрватске сељачке странке
После Радићеве смрти Мачек је преузео вођство Хрватске сељачке странке. Покушавао је да умири ситуацију у Хрватској после атентата у скупштини и Радићеве смрти. Након оставке кабинета Антона Корошеца који није успео да смири ситуацију, краљ Александар је примио Мачека 5. и 6. јануара 1929. године. Мачек је изложио услове ХСС-а за прихватање југословенске државе и сарадње са владом. Такође је захтевао усвајање новог устава по ком би краљевина била подељене на седам административних јединица са својим скупштинама, које би могле да доносе законе о трговини, унутрашњим пословима, образовању и финансијама. Поред тога, свака административне јединица би могла да контролише пошту и телеграф и да поседује сопствену војску коју би чинили регрути из те административне јединице. Краљу Александру су ти услови били неприхватљиви (посебно онај део о засебним оружаним снагама) и истог дана је прогласио диктатуру.
Влада је априла 1930. оптужила Мачека за финансирање терористичких активности мале групе хрватске омладине и наредила Мачеково хапшење. Док је боравио у затвору, краљеви представници су му безуспешно предлагали да престане противити се краљевом режим. Мачек је изведен пред суд у мају, али је ослобођен због недостатка доказа. Мачеку је у октобру 1930. дозвољено да их здравствених разлога отпутује у Чехословачку. На путу кроз Аустрију састао се са представницима ХСС у емиграцији, генералом Стјепаном Саркотићем, вођом старе франковачке емиграције, и Антом Павелићем, вођом нове хрватске емиграције.
Вођство Сељачко-демократске коалиције и представници неких других странака су новембра 1932. усвојили резолуцију названу Загребачке пунктације којом је осудило краљево доношење октроисано Септембарског устава. Пунктације је написао бивши члан Југословенског одбора Анте Трумбић и оне су оштро критиковале државу, сматрајући је инструментом српске хегемоније и да уништава хрватске институције и вредности. Потписници су захтевали враћање парламентарног система, састављање новог устава који би одобрили Срби, Хрвати и Словенци и реорганизацију државе према федералном моделу. Загребачке пунктације су били први отворени знак отпора диктатури и добиле су подршку дугих важнијих странака, али су и изазвале негативне реакцију власти и Мачек је три месеца касније поново ухапшен. Државни суд за заштиту државе га је осудио на три године затвора. 
У лето 1934. власти су га због лошег здравља пребацили из сремскомитровачке казнионице у једну болницу у Загребу. Мачек је престао да се противи било каквим преговорима са краљем Александром. Док је био на одслужењу казне, краљ Александар је са њим водио разговоре преко Ивана Шубашића о хрватском питању. Чини се и да је краљ Мачеку обећао да ће поново размотритити хрватско питање и дати бановинама стварна овлашћења по повратку са државничке посете Француској, али је убијен у Марсељу. Мачека је на слободу пустила нова влада Богољуба Јевтића.

### Период намесништва
Након пуштања на слободу, Мачек је за свој циљ поставио трансформацију земље од централистичког модела под српском доминацијом у федерацију у којој би и Хрвати постали равноправнији фактор. Ова идеја се показала популарном међу Хрватима и Мачек је добио велику подршку свих класа и идеологија, нарочито у Хрватској и Војводини.
На изборима 5. маја, намештеним и праћеним бројним инцидентима, Мачек је био носилац листе удружене опозиције, али опозиција није успеле да порази Југословенску националну странку актуелног премијера. Коалиција је добила скоро све хрватске гласове и Мачек је тиме постао легитимни вођа хрватског народа. Пошто је победничка листа притисцима добила само 600.000 гласова више, кнез Павле Карађорђевић је ово сматрао Јевтићевим неуспехом и заменио га је бившим министром финансија Миланом Стојадиновићем.
Мачек је 1936. основао илегалне милиције Сељачку заштиту (на селима) и Грађанску заштиту (у градовима). Оне су биле једне у низу паравојних формација у држави и створене су у циљу заштите страначких скупова од четника.
Након неуспешног покушаја министра унутрашњих послова Корошеца да склапањем конкордата стекне наклоност хрватских католика, Мачек је постигао договор са већим бројем опозиционих странака да заједно раде на поновном успостављању демократије и решавању хрватског питања. Током овог периода Мачек је био вођа Уједињене опозиције, коалиције у којој су поред ХСС били и Самостална демократска странка, Земљорадничка странка и Демократска странка.
Мачек је постигао још већи изборни успех на изборима 11. децембра 1938. Иако је његова коалиције Блок народне слоге са Самосталном демократском странком, Демократском странком, Земљорадничком странком и Црногорском федералистичком странком, опет поражена за нешто мање од 200.000 гласова на изборима спорним због јаког владиног притиска у српским крајевима и куповином подршке мањина, кнез Павле је одлучио да послуша препоруке европских дипломата да је у интересу мира у Југославији и Европи нужан споразум са опозицијом и напокон реши конфликтно хрватско питање. Због тога је сменио Стојадиновића и на његово место поставио Драгишу Цветковића. Нови премијер, човек ограничених способности, је заправо био кнежева марионета. Међутим, како се није истицао као присталица диктатуре и везама са бившим премијером, Цветковић је прихваћен за партнера у преговорима са опозицијом које је предводио Мачек. Због погоршање међународне ситуација (немачке анексије Аустрије, припајањем Судетске области Немачкој и на крају окупације Чешке и Моравке којом је у марту укинута Чехословачка), кнез Павле је вршио преговоре на Цветковића да започне преговоре са опозицијом, који су почели у априлу.
Мачек је водио преговоре на три колосека: са Мусолинијем о могућој подршци Италије за независност Хрватске, са српским опозиционим странкама о поновном увођењу демократије и са владом и намесником Павлом о постизању хрватских територијалних захтева.
Тако су 26. августа 1939. у Београду председник владе Драгиша Цветковић и вође хрватске ХСС Влатко Мачек формирали Владу народног споразума.
Тај споразум су српски политичари невољно прихватили. Међутим, након Хитлерове активности у околним земљама српски политичари су сматрали да ће хрватском народу на овај начин понудити довољно да се не удружи са фашистима. Затим је успостављена Бановина Хрватска, аутономна јединица са деловима Херцеговине и босанске Посавине. У влади Драгише Цветковића, Мачек је имао положај потпредседника министарског савета, тј. потпредседника владе. Мачек није желео да послуша Будаков предлог да ХСС подржи силе Осовине. Кад је привремено затражио италијанску помоћ, Мачек је угрозио монопол усташа на италијанску помоћ. На крају, Мачекови преговори с премијером Драгишом Цветковићем,
који су довели до споразума разјарили су усташе, у чијим је очима Мачек постао издајица пројекта независне Хрватске.

### Други светски рат
Војни пуч од 27. марта 1941. био је усмерен на одбацивање Тројног пакта, па и уз цену рата са силама Осовине.
Мачек је позван од новог председника владе, Душана Симовића да узме учешћа у његовој влади. Уз велике тешкоће Мачек је пристао. Он није првобитно уопште добро гледао на пуч и тражио је од команданта 4. армије Петра Недељковића да интервенише и сломи пучисте у Београду. На разбијање Југославије Хитлер је рачунао и пре војног слома Југославије. У време када се Мачек двоумио да ли да приђе Симовићевој влади, специјални немачки изасланик Валтер Малетке је дошао код Мачека да га убеди да не прихвати Симовићеву понуду. Међутим, није му отворено рекао да Немачка планира да нападне Југославију и Мачек је одбио предлог Малеткеа. Неколико дана пре напада на Југославију послао у Загреб специјалног Рибентроповог изасланика Едмунда Фезенмајера и који је требало да наговори Мачека да прогласи Независну Државу Хрватску. Због Мачекове колебљивости до тога није дошло. На наговор англофила и генералног секретара ХСС Јураја Крњевића и Саве Косановића, Мачек је пристао да уђе у Симовићеву владу.
Мачек је 7. априла, дан по почетку Априлског рата, поднео оставку и на своје место у влади је делегирао Јурја Крњевића и вратио се у Загреб. После проглашења НДХ 10. априла, спикер на радију је прочитао Мачекову декларацију у којој је позвао хрватски народ да призна нову Независну Државу Хрватску. Ипак, Мачек није имао никакву улогу у стварању нове хрватске државе. Одбио је могућност проглашења хрватске самосталности под њемачком заштитом. Како је Крњевић и даље био министар у избегличкој влади у Лондону, Мачек је играо на две карте. Крњевић је Черчилу предао Мачеково писмо које изражава Mачеково дивљење британском отпору Хитлеру и истиче да хрватски народ није ни за кога другог већ за Велику Британију и демократију. Сматрајући да ће победом савезничких снага ХСС преузети власт у Хрватској, заузимао се за политику чекања одбијајући сарадњу и с партизанима и с усташама. Како би га спријечили у политичком дјеловању, власти НДХ затвориле су га у октобру 1941. у логор Јасеновац, а од марта 1942. био је у кућном притвору на имању у Купинцу, сматрајући га као опасног човека.

### Емиграција
Након ослобођења, Мачек је 1945. побегао у иностранство, не би ли се спасао од комунистичког режима. У иностранству је био један од оснивача Међународне сељачке уније и њен потпредседник. И тих година остао је доследан својој ранијој одлуци, па кад се му угледни хрватски политичари и јавни радници понудили сједињене хрватске политичке емиграције и преузимање вођства, непрестано је то одбијао, позивајући се на некадашњи легитимитет своје странке и њено искључиво право на вођење хрватске политике. У Америци је остао до краја живота.